# Kefija
Kefija (arabsko كوفية, kūfīyä; v množini arabsko كوفيات, kūfīyāt), poznana tudi kot šmag/šimag (arabsko شماغ, šmāġ), gutra (arabsko غطرة, ġuṭrä) ali hata (arabsko حطّة, ḥaṭṭä), je tradicionalno preprosto pokrivalo arabskih moških, ki ščiti pred Soncem in je ime dobilo po iraškem mestu Kufa (kjer je v začetku bilo del tradicionalne noše). Gre pravzaprav za kvadraten kos bombažne tkanine, ki se prepogne po diagonali in se ga na glavo posadi na enega izmed več možnih načinov: kot turban ali na podoben način, kot muslimanske ženske nosijo rute. V tem primeru se jo na glavo pritrdi z jermenom - agalom, ki se ga enkrat ali večkrat (tipično dvakrat) ovije okoli čela in tilnika tako, da ne doseže ušes.
Tradicionalno jo nosijo arabski beduini, ponekod tudi kmetje. Na območju Perzijskega zaliva je tipično bele barve, severno od tam prevladujejo črni ali rdeči vzorci na beli podlagi.
V 30. letih 20. stoletja je kefija zaradi razširjenosti na podeželju (po mestih je še vedno prevladoval fes) postala simbol palestinskega nacionalizma in upora proti britanski mandatni upravi in judovskim priseljencem. Amin al-Huseini je to poskušal doseči celo z grožnjami s smrtno kaznijo za tiste, ki je ne bi hoteli nositi. Britanske oblasti v Dženinu so hotele preprečiti njeno nošnjo in poveljnik je celo zagrozil z zaporno kaznijo vsem kršiteljem, vendar so ga nadrejeni zaradi možnih nemirov kmalu prislili v preklic te zahteve.
V 60. letih so njen uporniški pomen ponovno »odkrili« palestinski študentje ter akademiki in kefija s črno belim vzorcem je kmalu postala nepogrešljiv zaščitni znak Jaserja Arafata, saj se je v javnosti le redko pokazal brez nje.